# Freddy Quinn

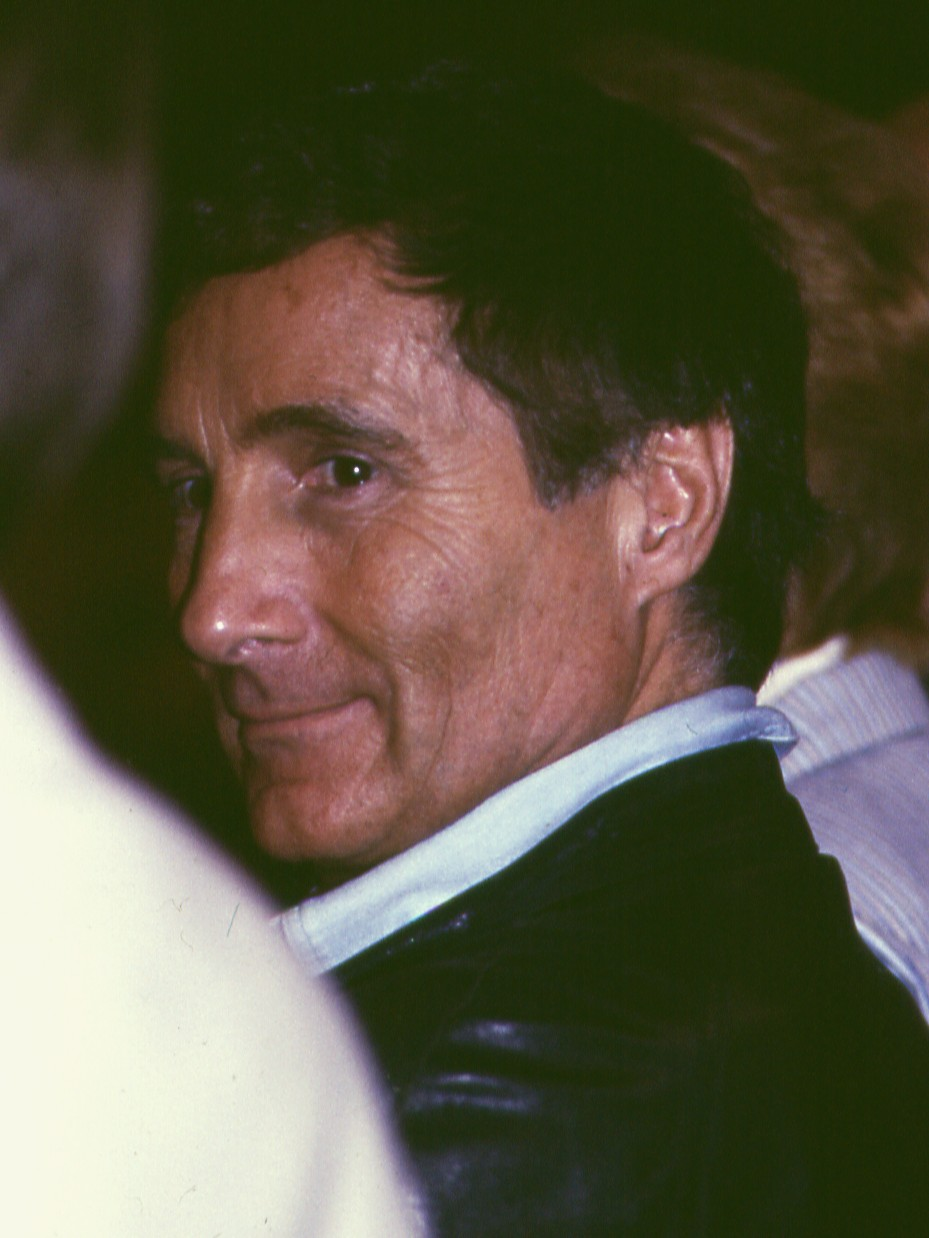
Freddy Quinn år 1985 i Ikalis, Finland.

Freddy Quinn, född 27 september 1931 i Wien, Österrike som Franz Eugen Helmut Manfred Niedl-Petz är en österrikiskfödd schlagermusiker och skådespelare. Han hade sin storhetstid under 1950-talet och 1960-talet.
Freddy Quinn deltog i Eurovision Song Contest 1956 med låten So geht das jede Nacht (Det är så det är varje natt).

## Diskografi
- 1963 : Junge komm bald wieder